# Grote parelmot
De grote parelmot (Glyphipterix thrasonella) is een nachtvlinder uit de familie parelmotten, de Glyphipterigidae.
De spanwijdte van de vlinder bedraagt tussen de 10 en 15 millimeter.

## Waardplant
De grote parelmot heeft rus (Juncus) als waardplant.

## Voorkomen in Nederland en België
De grote parelmot is in Nederland en in België een niet zo gewone soort soort. De soort kent één generatie die vliegt van mei tot in augustus.